# Lucien Ludovic Madrassi
Lucien Ludovic Madrassi né le 4 juillet 1881 à Paris où il est mort le 20 février 1956 est un peintre français.

## Biographie
Lucien Ludovic Madrassi est le fils du sculpteur Luca Madrassi (1848-1919) et d'Anne Marie Yvonne Corbier.
Il est nommé peintre officiel de la Marine en 1925.
En 1937, il épouse Marie Mathilde Portret.
Il meurt le 20 février 1956 à son domicile de la rue Paul-Louis-Courier à Paris.

## Distinctions
Lucien Ludovic Madrassi est nommé chevalier de la Légion d'honneur en 1932, puis promu officier de ce même ordre en 1950.